# Estación Martiniano Leguizamón
Berduc (Est. Martiniano Leguizamón) es la estación de ferrocarril del paraje Berduc, provincia de Entre Ríos, República Argentina. 

## Servicios
Se encuentra precedida por la Estación Juan Jorge y le sigue la Estación Ubajay